# Oad Street
Oad Street – wieś w Anglii, w hrabstwie Kent, w dystrykcie Swale. Leży 13 km na północny wschód od miasta Maidstone i 60 km na wschód od centrum Londynu.